# Coll dels Picons
El Coll dels Picons és un coll a 1.214,1 m d'altitud situat en el terme municipal de Sarroca de Bellera (antic terme de Benés, de l'Alta Ribagorça), del Pallars Jussà.
Passava per aquest coll el camí de bast que menava al poble de Benés des de les Esglésies passant pel Montorroio. Està situat al sud de Benés, al nord de les Esglésies i al nord-oest de la Mola d'Amunt.